# Dumetia
Genre
Dumetia est un genre d'oiseaux de la famille des Timaliidae.

## Répartition
Ce genre est représenté par des espèces vivant en Inde et au Sri Lanka.

## Liste des espèces
Selon la classification de référence du Congrès ornithologique international (25 août 2023), ordre phylogénique :
- Dumetia hyperythra (Franklin, 1831) – Timalie à ventre roux
- Dumetia atriceps (Jerdon, 1839) – Timalie à tête noire

## Systématique
Le nom valide complet (avec auteur) de ce taxon est Dumetia Blyth, 1852.
En 2019, le genre monotypique Rhopocichla est fusionné avec le genre Dumetia en raison de similarités morphologiques,. L'espèce Rhopocichla atriceps est renommée Dumetia atriceps.